# أبو الحسن الباهلي
أبو الحسن الباهلي البصري هو عالم مسلم، وكان قد تأثر بأبو الحسن الأشعري في أفكاره وفي منحى حياته أيضا.

## شيوخه
تتلمذ 'أبو الحسن الباهلي على يد أبو الحسن الأشعري، وكان لهذا الأخير تأثير كبير في الأول.

## قالوا عنه
قال ابن الباقلاني: كنت أنا وأبو إسحاق الاسفراييني، وأبو بكر بن فورك معا في درس أبي الحسن الباهلي، كان يدرس لنا في كل جمعة مرة، وكان يرخي الستر بيننا وبينه، وكان من شدة اشتغاله بالله مثل مجنون أو واله، ولم يكن يعرف مبلغ درسنا حتى نذكره، وكنا نسأله عن سبب الحجاب، فأجاب بأننا نرى السوقة، وهم أهل الغفلة، فتروني بالعين التي ترونهم.
حتى إنه كان يحتجب من جاريته.
وقال الاستاذ الاسفراييني: أنا في جانب شيخنا أبي الحسن الباهلي كقطرة في بحر وقد سمعته يقول: أنا في جنب الاشعري كقطرة في جنب بحر.